# Heimenberg
De Heimenberg is een voormalige ringwalburg op de Grebbeberg bij Rhenen in de Nederlandse provincie Utrecht.
In de oudheid had men al de behoefte om zich te beschermen tegen indringers van buiten. Daarom werden nederzettingen vaak op strategisch gelegen locaties begonnen, zoals op een hoger gelegen gebied of bij een doorwaadbare plaats van een rivier. Hierdoor kon de nederzetting invloed uitoefenen op het gebied eromheen.
Archeologisch onderzoek heeft aangetoond dat de Grebbeberg reeds 2000 v.Chr. fortificaties had. Onder de wal zijn een vuurstenen offermes en restanten van de Klokbekercultuur gevonden.
De ringwal met een droge gracht stamt vermoedelijk uit de zevende eeuw na Christus en werd meerdere malen in ere hersteld. De oorspronkelijke functie is niet duidelijk; het kan om een verdedigingswerk van de Friezen tegen de Franken gaan, maar ook andersom.
Het is verder bekend dat Frederik V van de Palts hier op een plateau boven de Rijn, de zogenaamde Koningstafel, jachtfeesten gehouden heeft.